# Stefano Casini
Stefano Casini (Livorno, 3 giugno 1958) è un fumettista italiano, che vive e lavora a Cecina.
Dopo essersi diplomato perito meccanico, frequenta l'Accademia di Arti Libere a Rosignano Solvay e si diploma in Industrial Design a Firenze. Inizia la carriera nei campi della moda e della grafica avviando numerose collaborazioni, anche se la sua vera grande passione è il fumetto. I primi passi nel settore li muove verso la fine degli anni settanta, quando disegna una storia sulla rivista per autori esordienti Hidrogeno, pubblicata da Stefano Bartolomei. Nel 1980 conosce Marcello Toninelli a Lucca Comics, che gli affida le matite di due episodi de I ragazzi di Stoner, serie pubblicata dall'Editrice Dardo. Insieme a Toninelli e a Paolo Di Pietrantonio fonda le Edizioni 50, pubblicando la rivista P.d.A. (Prova d'Autore), dapprima venduta solo per corrispondenza e poi approdata nelle edicole con il nome di Foxtrot. Su questa testata appiono diverse sue storie libere scritte da Toninelli e due serie, La mummia rossa e I guanti neri.
Grazie a Foxtrot entra in contatto con Michele Medda, Antonio Serra e Bepi Vigna, che nel 1989 lo selezionano per il progetto Nathan Never della Sergio Bonelli Editore. L'esordio di Casini sulla serie avviene sul numero 3 pubblicato nell'agosto 1991: la storia s'intitola Operazione Drago ed è scritta da Vigna. Successivamente realizza alcune storie indipendenti con l'obiettivo di raggiungere il mercato internazionale, pur continuando a lavorare su Nathan Never, impegno che lo coinvolge ancora oggi. Per Bonelli realizza anche un numero di Dampyr scritto da Mauro Boselli e Sighma, il terzo volume della serie romanzi a fumetti Bonelli, su testi di Paola Barbato.
Nel 2006 pubblica il primo della serie dei quattro volumi Hasta la victoria!, edita da Edizioni Di, terminata nel 2009, e nel 2013 realizza un portfolio di acquerelli sul '600, Uomini di Ventura, Dame e Cavalieri.